# Cyrillaceae
Cyrillaceae Lindl., 1846 è una famiglia di piante angiosperme dell'ordine Ericales.

## Tassonomia
La famiglia comprende i seguenti generi:
- Cliftonia Banks ex C.F.Gaertn. (1 specie)
- Cyrilla Garden ex L. (10 spp.)